# 鹤峰州
鹤峰州，清朝时设置的州。
雍正十三年（1735年）改容美土司置，治所在今湖北省鹤峰县。属宜昌府。光绪三十年（1904年）升为鹤峰直隶厅，属湖北省。1912年改为县。 